# Félix Imbaud de La Rivoire de La Tourrette
Pour les articles homonymes, voir Rivoire.
Félix Marie Imbaud de La Rivoire de La Tourrette est un homme politique français né le 26 janvier 1812 à Paris et mort le 18 juin 1886 à Tournon-sur-Rhône (Ardèche).

## Biographie
Entré à l'école militaire de Saint-Cyr, il en sort sous lieutenant en 1832 et quitte l'armée en 1839. Il est député de l'Ardèche de 1846 à 1848, siégeant au centre droit et soutenant le ministère Guizot. Il est de nouveau député de 1850 à 1851 et de 1864 à 1870, siégeant dans la majorité soutenant le Second Empire. Il est conseiller général du canton de Saint-Félicien de 1852 à 1871.